# ジェームス・マギル

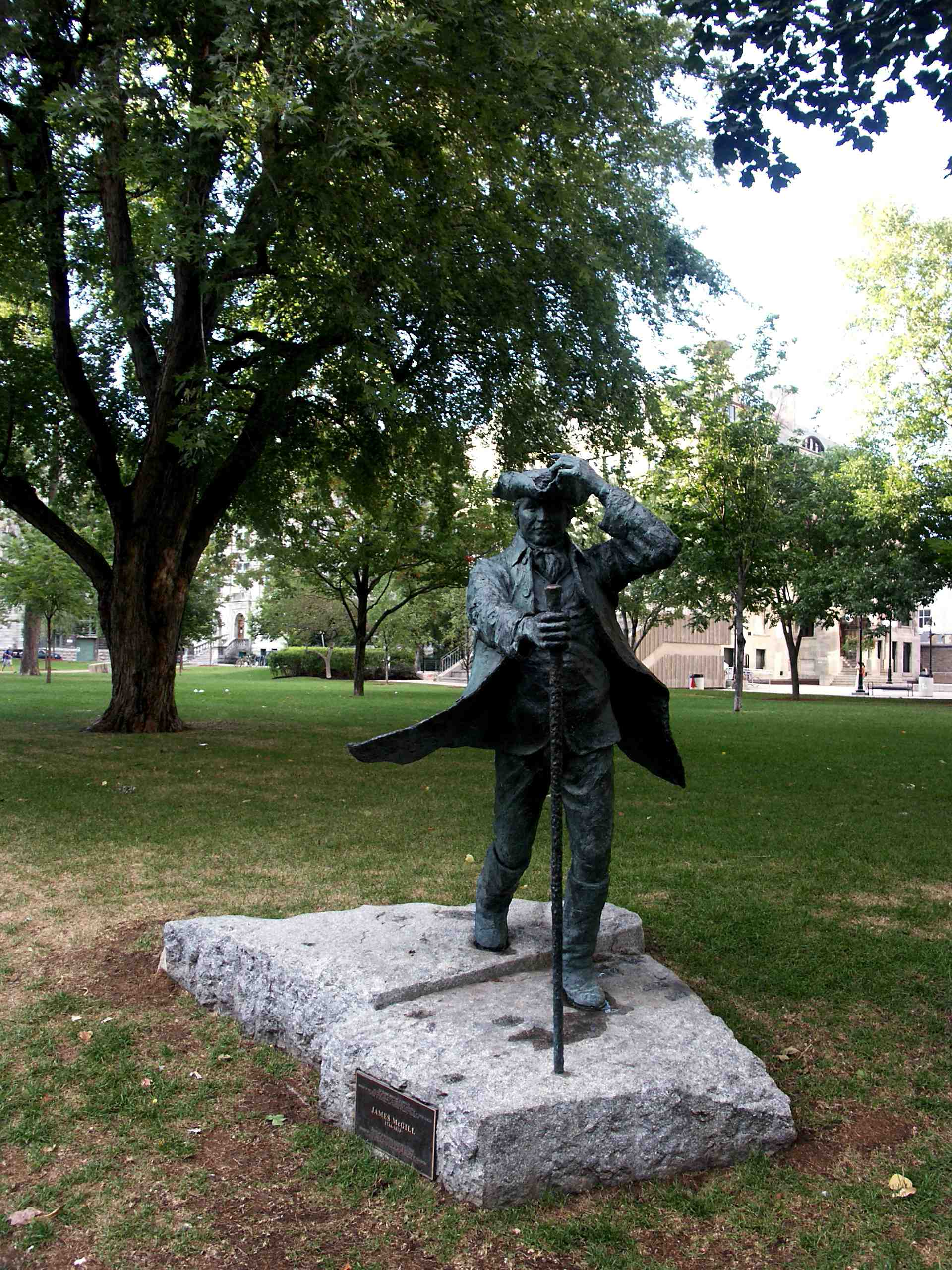
ジェームス・マギルの像

ジェームス・マギル（James McGill、1744年10月6日 - 1813年12月19日）は、カナダの著名な商売人であり、また、マギル大学の創設者でもある。
スコットランドで生まれ育ち、グラスゴー大学で学ぶ。彼は当時のモントリオールで最も金持ちの一人であり、後に10000ポンドをRoyal Institution for the Advancement of Learningに寄付し、大学を創設する。後に彼の努力と栄誉を称え、1821年にマギル大学と名づけられる。
現在、マギル大学のキャンパスの一角には本校の創設者である彼の銅像が建っている。